# 陈贵 (1956年)
陈贵（1956年10月—），男，河北涿鹿人，中华人民共和国政治人物，原中共衡水市委书记，毕业于河北师范大学、中共中央党校、北京大学。2015年3月28日，陈贵因“严重违纪违法”接受中国共产党中央纪律检查委员会调查。

## 生平
1974年5月到1976年11月，陈贵在河北省涿鹿县倒拉嘴公社卫生院制药厂工作，1976年之后担任通讯员。文化大革命结束之后，陈贵就读于河北师范大学张家口地区大专班中文专业。1984年3月，陈贵加入中国共产党。1983年9月，陈贵担任中国共青团张家口市地委副书记，1987年6月，升任地委书记，兼任党组书记。1991年7月，陈贵担任河北怀安县委副书记，1992年8月兼任代县长，1993年2月正式就任县长，1996年2月升职为县委书记。1997年12月，陈贵升职河北省张家口市副市长，之后担任市委常委、秘书长，2003年2月，陈贵担任市委副书记。2006年6月，陈贵调任河北省秦皇岛市委副书记。2008年3月，陈贵调回省会，担任人事厅党组书记、厅长，省机构编制委员会办公室主任。2008年11月，陈贵被任命为衡水市委书记，一直到2010年4月。
2015年3月28日，中国共产党中央纪律检查委员会宣布陈贵因“严重违纪违法”接受组织调查。2016年1月被开除党籍、公职。